# Promotion canapé
Pour le film voir Promotion canapé (film)
« Promotion canapé » est une expression familière désignant un avantage professionnel (avancement, promotion, embauche) qu'une personne obtient en échange de relations sexuelles avec une personne ayant le pouvoir de lui attribuer cet avantage.

## Définition et législation
Cette expression s'applique pour les hommes et pour les femmes, dans des rapports hétérosexuels comme homosexuels. La « promotion canapé » se rencontre au sein du monde du travail ou dans le monde politique voire religieux ou associatif. En apporter la preuve reste une démarche difficile car la sollicitation est généralement unique, se présente sous une forme policée en l'absence de témoins.

### Distinction avec le harcèlement sexuel
La promotion canapé, consentie voire volontaire de la part des deux parties en présence, ne doit pas être confondue avec le harcèlement sexuel.
En France, le code pénal a défini en 1992 le harcèlement sexuel comme « le fait de harceler autrui en usant d'ordres, de menaces ou de contraintes, dans le but d'obtenir des faveurs de nature sexuelle, par une personne abusant de l'autorité que lui confèrent ses fonctions » mais les modifications successives de la loi l'ont rendue si imprécise que le Conseil constitutionnel a considéré en 2012 qu'elle était contraire à la Constitution. Dans la fonction publique, le chantage à l'avancement est puni depuis 1983 par des sanctions disciplinaires prises contre les supérieurs hiérarchiques refusant « le recrutement, la titularisation, la formation, la notation, la discipline, la promotion, l'affectation ou la mutation » d'un subalterne lui ayant refusé des faveurs sexuelles ; ces dispositions furent confirmées et étendues à l'ensemble du monde du travail en 1992 par l'ajout à l’article L. 123-1 du code du travail d'une disposition similaire.

## Dans la culture
Cette forme de promotion sociale a inspiré la comédie Promotion canapé, sortie en 1990. L'humoriste Blanche Gardin a fait référence au phénomène de promotion canapé dans le milieu du cinéma lors de la cérémonie des César 2018.
Ce type de promotion est un cliché récurrent pour les films pour adultes, et a une certaine popularité sur Internet.

## Autres approches
On peut y voir un parallèle avec le mariage d'intérêt qui a marqué l'histoire sociale et même politique depuis des siècles tout en y apportant la nuance que le fait d'offrir « ses faveurs » n'implique pas des liens permanents et n'est pas un acte social, mais représente une « monnaie d'échange » ponctuelle qui peut toutefois être répétée.
Cependant si le mariage dans les sociétés occidentales traditionnelles et jusqu'au début du XXe siècle était à finalité reproductive et intervenait pour l'essentiel des cas entre des conjoints de condition sociale analogue (ce que compliquait encore la question de la dot fournie par la femme ou ses parents), il ne peut être comparé à une « promotion canapé » puisque tout à fait légal, public et défini par la société. La « promotion canapé » s'apparenterait plutôt au proxénétisme ou à la prostitution.
Ce phénomène peut aussi être analysé dans le cadre de la théorie de l'échange économico-sexuel, développée par l'anthropologue Paola Tabet.